# Heinrich Beerbom

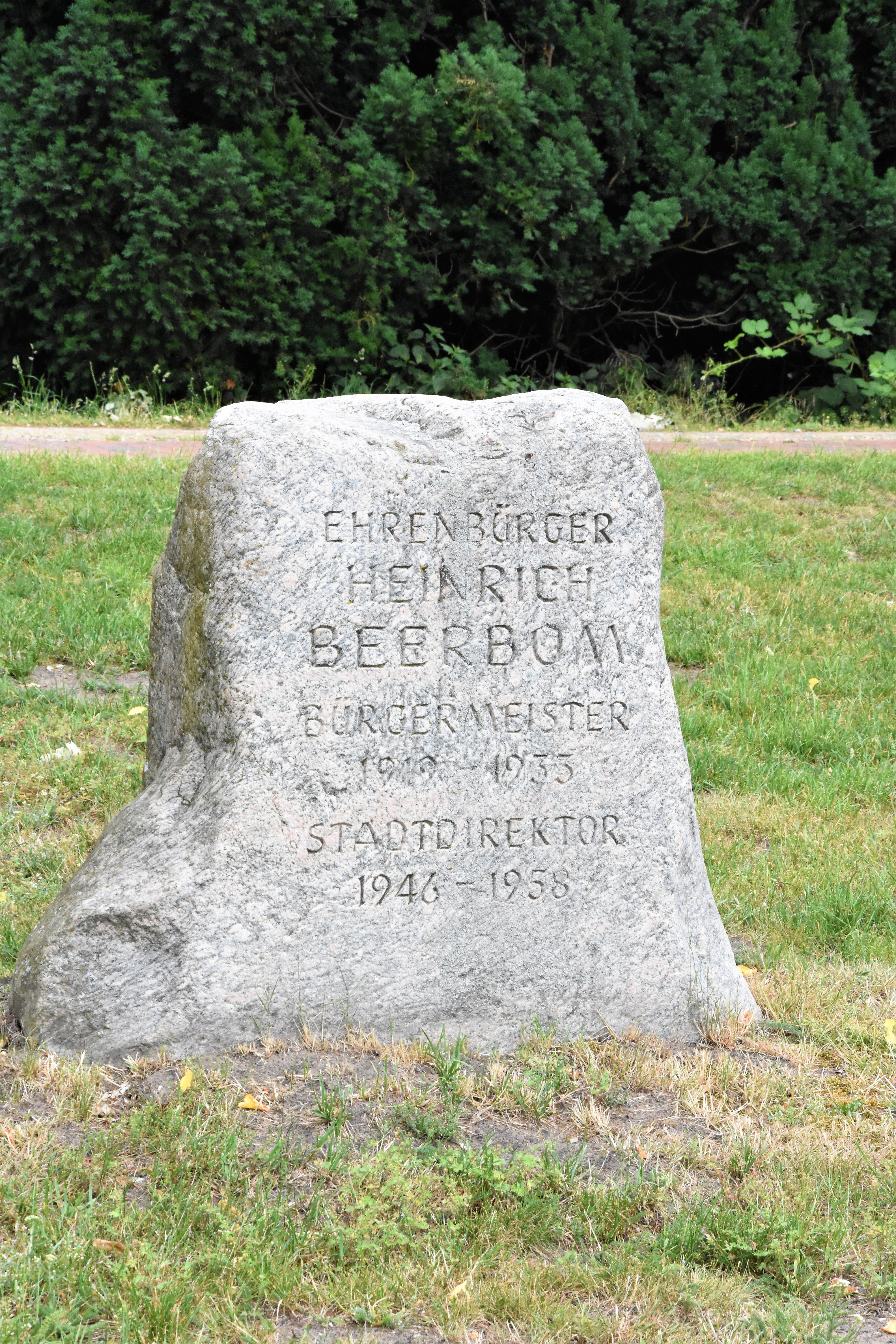
Gedenkstein für Heinrich Beerbom am Heinrich-Beerbom-Platz in Bramsche

Heinrich Beerbom (* 29. Dezember 1892 in Großenwieden, jetzt Hessisch Oldendorf; † 16. Mai 1980 in Bramsche) war ein deutscher Kommunalpolitiker. Er war Bürgermeister und Stadtdirektor von Bramsche.
Heinrich Beerbom war im Sommer 1911 nach seiner Ausbildung zum Rechtsanwaltssekretär in Rinteln nach Bramsche gekommen, um seine Stelle bei dem Rechtsanwalt und Notar Erich Eckels anzutreten. Sein neuer Dienstherr war zugleich der amtierende Bürgermeister. Am 1. November 1916 wurde Beerbom Sekretär des Bramscher Magistrats. Nach dem Tod des Bürgermeisters am 13. Januar 1918 war Beerbom bis Ende April 1918 kommissarischer Leiter der Stadtverwaltung. Als der neugewählte Bürgermeister Schrader zum 31. Dezember 1918 sein Amt niederlegte, führte Beerbom wieder die Amtsgeschäfte. Am 29. Oktober 1919 wählte ihn der Magistrat und die Bürgervorsteher in gemeinsamer Sitzung unter 45 Kandidaten mit 16 von 17 Stimmen zum Bürgermeister.
Einen Tag vor der Reichstags- und Kommunalwahl am 5. März 1933 wurde von der örtlichen NSDAP eine Hakenkreuzfahne auf dem Bramscher Rathaus gehisst. Da diese keine Amtsfahne war, ließ Heinrich Beerbom sie zum Unmut der örtlichen Nationalsozialisten entfernen. Am 30. März 1933 wurde der Parteilose von den Nationalsozialisten aus dem Amt entlassen und für mehrere Wochen inhaftiert. Durch Erlass des Preußischen Innenministeriums wurde er am 8. Februar 1934 in den Ruhestand versetzt. Erst im Juli 1937 fand er wieder eine Anstellung als Geschäftsführer des Mieterschutzvereins in Osnabrück. Im Juli 1940 wurde er beim Landratsamt in Bersenbrück dienstverpflichtet. Dort stand er als Abteilungsleiter u. a. dem Wirtschafts- und Kriegsschädenamt vor.
Bereits am 13. April 1945, also noch vier Wochen vor der bedingungslosen Kapitulation der deutschen Wehrmacht, wurde er von der britischen Militärregierung wieder in sein früheres Amt eingesetzt. Nach der Trennung von Legislative und Exekutive durch die Novellierung der Gemeindeordnung wechselte er am 19. Juli 1946 in das Amt des hauptamtlichen Stadtdirektors. Dieses bekleidete er bis zu seiner Pensionierung nach Erreichen der Altersgrenze am 31. März 1958.
Am 25. Juni 1958 verlieh ihm Bundespräsident Theodor Heuss das Bundesverdienstkreuz am Bande. Die Stadt Bramsche ernannte ihn am 28. Dezember 1967, am Vorabend seines 75. Geburtstags, zu ihrem bislang einzigen Ehrenbürger und benannte am 23. Mai 1992 einen Platz nach ihm. Ein Gedenkstein befindet sich am Rande dieses Platzes in Sichtweite des Rathauses.